# Nikolas Stam
Nikolas Stam (Weesp, 29 dicembre 1876 – Hoorn, 26 maggio 1949) è stato un missionario e vescovo cattolico olandese.

## Biografia
Fu ordinato prete per la Società missionaria di San Giuseppe di Mill Hill nel 1901 e nel 1902 fu inviato come missionario in Uganda.
Rientrato in Europa, tornò in terra di missione nel 1924 e fu assegnato alla prefettura apostolica del Kavirondo, in Kenya. Nel 1931 assunse temporaneamente la guida della prefettura e fondò, con la collaborazione delle Suore francescane missionarie di San Giuseppe, la congregazione indigena delle Suore francescane di San Giuseppe di Kisii.
Nel 1936 fu nominato vicario apostolico di Kisumu e fu consacrato vescovo.
Presentò le sue dimissioni dalla carica nel 1946: la sua richiesta fu accolta nel 1948.

## Genealogia episcopale e successione apostolica
La genealogia episcopale è:
- Cardinale Scipione Rebiba
- Cardinale Giulio Antonio Santori
- Cardinale Girolamo Bernerio, O.P.
- Arcivescovo Galeazzo Sanvitale
- Cardinale Ludovico Ludovisi
- Cardinale Luigi Caetani
- Cardinale Ulderico Carpegna
- Cardinale Paluzzo Paluzzi Altieri degli Albertoni
- Papa Benedetto XIII
- Papa Benedetto XIV
- Papa Clemente XIII
- Cardinale Marcantonio Colonna
- Cardinale Giacinto Sigismondo Gerdil, B.
- Cardinale Giulio Maria della Somaglia
- Cardinale Carlo Odescalchi, S.I.
- Vescovo Eugène de Mazenod, O.M.I.
- Cardinale Joseph Hippolyte Guibert, O.M.I.
- Cardinale François-Marie-Benjamin Richard de la Vergne
- Cardinale Pietro Gasparri
- Cardinale Paolo Giobbe
- Arcivescovo Johannes Petrus Huibers
- Vescovo Nikolas Stam, M.H.M.

La successione apostolica è:
- Vescovo Gérard Wantenaar (1948)